# Време нежности
Време нежности (енгл. Terms of Endearment) је америчка драмска комедија из 1983. године, режисера, сценаристе и продуцента Џејмса Л. Брукса, заснован на истоименом роману Ларија Макмертрија. Главне улоге у филму тумаче Ширли Маклејн, Дебра Вингер, Џек Николсон, Дени Девито, Џеф Данијелс и Џон Литгоу. Филм говори о 30 година дугом односу између мајке Ауроре Гринвеј (Ширли Маклејн) и њене ћерке Еме (Дебра Вингер).
Филм је у америчким биоскопима објављен 23. новембра 1983. године. Наишао је на позитивне реакције критичара и остварио је комерцијални успех зарадивши 165 милиона долара, што га чини другим филмом по заради 1983. године. Био је номинован за једанаест Оскара, а победио је у пет категорија: за најбољи филм, најбољу режију, најбољу глумицу (Ширли Маклејн), најбољи адаптирани сценарио и најбољег споредног глумца (Џек Николсон). Филм је такође освојио и четири Златна глобуса: за најбољи драмски филм, најбољу глумицу у драмском филму (Ширли Маклејн), најбољег споредног глумца у играном филму (Џек Николсон) и најбољи сценарио. Наставак, Вечерња звезда, премијерно је приказан 1996. године.

## Радња
Удовица Аурора Гринвеј држи неколико удварача на дохват руке у Ривер Оуксу у Хјустону, уместо тога се фокусирајући на њену блиску, али контролишућу везу са ћерком Емом. Нестрпљива да побегне од мајке, Ема се удаје за младог факултетског професора Флепа Хортона упркос приговорима своје мајке. Упркос честим препиркама и тешкоћама да се у било чему сложе, Ема и Аурора гаје веома блиску везу и одржавају контакт телефоном.
Ема и Флеп селе се у Ајову како би он преузео место професора енглеског, али наилазе на финансијске потешкоће. Ема рађа троје деце, а током наредних неколико година њен брак почиње да се распада. Једном приликом у продавници Ема нема довољно новца да плати намирнице и упознаје Сема Бернса, који јој надокнађује разлику. Њих двоје се спријатељавају и започињу аферу јер Семова жена одбија да има секс са њим, а Ема сумња да је Флеп неверан.
У међувремену, усамљена Аурора превазилази своју репресију и започиње бурну романсу са својим суседом, пензионисаним астронаутом Геретом Бридлавом. Ема једном приликом ухвати Флепа како флертује са једним од његових студенткиња и враћа се у Тексас. Тамо, Герет постаје хладнији у својој вези са Аурором и прекида је. Док Еме нема, Флеп одлучује да прихвати посао у Небраски; Ема и деца се враћају у Ајову, а потом се селе у Небраску.
Ема сазнаје да их је Флеп преселио у Небраску да би могао да ради са својом девојком. Еми је дијагностикован рак, који постаје терминалан. Аурора и Флеп остају поред Еме током лечења и хоспитализације. Герет долази у Небраску да би био са Аурором и породицом током тешког периода. Ема на самрти показује своју љубав према мајци тако што своју децу поверава њеној бризи.

## Улоге
- Ширли Маклејн као Аурора Гринвеј
- Дебра Вингер као Ема Гринвеј-Хортон
- Џек Николсон као Герет Бридлав
- Дени Девито као Вернон Далхарт
- Џеф Денијелс као Флеп Хортон
- Џон Литгоу као Сем Бернс
- Лиса Харт Керол као Петси Кларк
- Хаклбери Фокс као Теод Хортон
- Трој Бишоп као Том Хортон
- Меган Морис као Мелани Хортон